# Реакції електрофільного заміщення
Реакції електрофільного заміщення (англ. substitution electrophilic reaction) — реакції заміщення, в яких атаку здійснює електрофіл — частинка, що заряджена додатно або має дефіцит електронів. 

## Загальний опис
При утворенні нового зв'язку, частинка, що відходить, — електрофуг відщеплюється без своєї електронної пари. Найпопулярнішою групою, що йде, є протон H+.
Всі електрофіли є кислотами Льюїса.
Загальний вигляд реакцій електрофільного заміщення:
{\displaystyle {\mathsf {R\!\!-\!\!X+Y^{+}}}\rightarrow {\mathsf {R\!\!-\!\!Y+X^{+}}}} (катіонний електрофіл)
{\displaystyle {\mathsf {R\!\!-\!\!X+Y\!\!-\!\!Z}}\rightarrow {\mathsf {R\!\!-\!\!Y+X\!\!-\!\!Z}}} (нейтральний електрофіл)
Виділяють реакції ароматичного (дуже поширені) і аліфатичного (мало поширені) електрофільного заміщення. Характерність реакцій електрофільного заміщення саме для ароматичних систем пояснюється високою електронною густиною ароматичного кільця, здатного притягувати додатно заряджені частинки.
Реакції ароматичного електрофільного заміщення грають украй важливу роль в органічному синтезі і широко використовуються як у лабораторній практиці, так і в промисловості. Докладніше про них написано в окремій статті:

## Реакції SE1
Механізм реакції SE1 або реакції мономолекулярного електрофільного заміщення (англ. substitution electrophilic unimolecular) аналогічний механізму SN1 включає такі стадії:
1. Іонізація субстрату з утворенням карбаніона (повільна стадія):
{\displaystyle {\mathsf {R\!\!-\!\!X}}\rightleftarrows {\mathsf {R^{-}+X^{+}}}}
2. Електрофільна атака карбаніона (швидка стадія):
{\displaystyle {\mathsf {R^{-}+Y^{+}}}\rightarrow {\mathsf {R\!\!-\!\!Y}}}
Найчастіше частинкою, що відходить, у вкрай рідкісних реакціях SE1 є протон.

## Реакції SE2
Механізм реакції SE2 або реакції бімолекулярного електрофільного заміщення (англ. substitution electrophilic bimolecular) аналогічний механізму SN2, відбувається за одну стадію, без проміжного утворення інтермедіата:
{\displaystyle {\mathsf {R\!\!-\!\!X+Y^{+}}}\rightarrow {\mathsf {[Y}}\cdot \cdot \cdot {\mathsf {R}}\cdot \cdot \cdot {\mathsf {X]}}\rightarrow {\mathsf {R\!\!-\!\!Y+X^{+}}}}
Головна відмінність від нуклеофільного механізму полягає в тому, що атака електрофіла може здійснюватися як з фронту, так і з тилу, що може привести до різного стереохімічного результату: як рацемізації, так і інверсії.
Прикладом є реакція кетонно-енольної таутомеризації: